# Lola Radivojević
Lola Radivojević (serbisch-kyrillisch Лола Радивојевић; * 2. Januar 2005 in Niš
) ist eine serbische Tennisspielerin.

## Karriere
Radivojević begann mit fünf Jahren das Tennisspielen und bevorzugt Hartplätze. Sie spielt bislang vorrangig auf der ITF Juniors World Tennis Tour, wo sie schon einige Titel gewinnen konnte und der ITF Women’s World Tennis Tour, wo sie bislang sieben Titel im Einzel und zwei im Doppel gewinnen konnte.
Im Mai 2021 erhielt sie bei den Serbia Ladies Open, ihrem ersten Turnier der WTA Tour sowohl für das Hauptfeld im Dameneinzel, als auch mit ihrer Partnerin Ivana Jorović für das Hauptfeld im Damendoppel eine Wildcard des Veranstalters.

## Turniersiege

### Einzel
| Nr. | Datum              | Turnier            | Kategorie | Belag     | Finalgegnerin             | Ergebnis  |
| --- | ------------------ | ------------------ | --------- | --------- | ------------------------- | --------- |
| 1.  | 22. Mai 2022       | Iraklio            | ITF W15   | Sand      | Martha Matoula            | 6:3, 6:3  |
| 2.  | 29. Mai 2022       | Iraklio            | ITF W15   | Sand      | Dimitra Pavlou            | 6:3, 6:1  |
| 3.  | 3. Juli 2022       | Prokuplje          | ITF W15   | Sand      | Luisa Meyer auf der Heide | 6:2, 6:3  |
| 4.  | 29. Januar 2023    | Monastir           | ITF W25   | Hartplatz | Sakura Hosogi             | 6:1, 7:5  |
| 5.  | 26. Mai 2024       | Kuršumlijska Banja | ITF W35   | Sand      | Sara Cakarevic            | 6:3, 6:4  |
| 6.  | 18. August 2024    | Kuršumlijska Banja | ITF W75   | Sand      | Barbora Palicová          | 6:4, 6:2  |
| 7.  | 29. September 2024 | Kuršumlijska Banja | ITF W75   | Sand      | Raluca Șerban             | 6:2, 7:67 |

### Doppel
| Nr. | Datum           | Turnier            | Kategorie | Belag | Partnerin      | Finalgegnerinnen                           | Ergebnis         |
| --- | --------------- | ------------------ | --------- | ----- | -------------- | ------------------------------------------ | ---------------- |
| 1.  | 22. Mai 2022    | Iraklio            | ITF W15   | Sand  | Michaela Laki  | Gabriella Da Silva Fick Stéphanie Visscher | 6:1, 4:6, [10:8] |
| 2.  | 17. August 2024 | Kuršumlijska Banja | ITF W75   | Sand  | Petra Marčinko | Živa Falkner Tara Würth                    | 7:65, 6:4        |